# Trichochaleponcus spinifer
Trichochaleponcus spinifer är en mångfotingart som först beskrevs av Carl Graf Attems 1938.  Trichochaleponcus spinifer ingår i släktet Trichochaleponcus och familjen Odontopygidae. Inga underarter finns listade i Catalogue of Life.